# 1999年パキスタン軍事クーデター
1999年パキスタン軍事クーデター（1999ねんパキスタンぐんじクーデター）は、パルヴェーズ・ムシャラフによって主導された1999年10月12日の軍事クーデター。パキスタン建国後3度目の軍事クーデターである。官庁や空港、放送局などを掌握し、ナワーズ・シャリーフ首相（当時）を解任した。ムシャラフはクーデターの理由として、「前政権の経済の破綻」を挙げた。